# Ortataxel
Ortataxel là một loại thuốc được sử dụng trong hóa trị liệu. Tính đến tháng 6 năm 2009, Spectrum Pharmaceuticals có thuốc trong một thử nghiệm lâm sàng giai đoạn 2.